# Línea K del Tren Interoceánico
La Línea K del Tren Interoceánico del Istmo de Tehuantepec, es una línea ferroviaria propiedad del gobierno mexicano que conecta con Ixtepec, Oaxaca, y Ciudad Hidalgo, Chiapas, junto con la frontera con Guatemala. El presidente López Obrador rehabilita la vía del ferrocarril como parte del proyecto del Corredor Interoceánico del Istmo de Tehuantepec. Es una línea de las tres que conforman el sistema del Tren Interoceánico.
La línea ferroviaria se une desde Ixtepec con la Línea Z del Tren Interoceánico, la rehabilitación se conforma por un total de 459 kilómetros de vías y 526 puentes, se espera que hasta el cuarto trimestre del 2025 cuando se termine la obra.

## Historia

### Antigua línea Ixtepec-Ciudad Hidalgo
Estuvo arrendado a la empresa Ferrocarril Chiapas Mayab, en su recorrido por el estado de Chiapas, el Ferrocarril Panamericano tocaba casi la totalidad de las cabeceras municipales de la costa, con excepción de Tuzantán, Acacoyagua, Escuintla, Mazatán y algunas de las pequeñas cabeceras limítrofes con Guatemala (Tuxtla Chico, Cacahoatán y Unión Juárez). Tras muchos años, los inmigrantes centroamericanos, tomaban diversos trenes de carga que salían desde Tapachula, hacia diferentes ciudades en la frontera con Estados Unidos para poder cruzar, pero en el 2005 el huracán Stan destruyó las vías y los trenes empezaron desde la ciudad de Arriaga.

### Modernización para el CIIT
En 2023, la Secretaría de Marina (Semar) presentó frente al Gobierno de Chiapas, Guatemala y otros funcionarios públicos el Proyecto de Rehabilitación de las vías de la línea, esto como parte del programa para el desarrollo del multimodal Corredor Interoceánico del Istmo de Tehuantepec (CIIT).
Se espera una inversión de alrededor de 20 mil millones de pesos, como parte de la rehabilitación de las vías férreas, así como poco más de 10 mil millones de pesos en la construcción de 300 puentes nuevos, de un total de 526 puentes en toda la línea, el resto será rehabilitado.

## Conexiones
La línea transfronteriza desde Ciudad Hidalgo, Chiapas en México hasta Ciudad Tecún Umán fue reconstruida con el medidor estándar en 2019.
En la frontera sur con los países de Centroamérica y como parte del Proyecto Mesoamérica (Plan Puebla-Panamá), los trenes del sureste conectarán con Belice y Guatemala. A través del ramal de Chetumal del Tren Maya se podrá llegar hacia Belice y Guatemala, y la línea K del Tren Interoceánico que llegará hasta la frontera con Guatemala. Se anunciaría el proyecto de conexión con el Ferrocarril de Guatemala, que se realizará a través del puente fronterizo Rodolfo Robles que conecta a las ciudades de Tecún Umán, Guatemala. El punto de conexión en México sería Ciudad Hidalgo, Chiapas, separada de norte a sur por el río Suchiate de la localidad guatemalteca y se conectaría con el tren del Istmo con el ferrocarril de Ixtepec, Oaxaca a Tapachula, Chiapas.